# Sankt Petrus och Paulus kyrka, Hallunda
Sankt Petrus och Sankt Paulus kyrka är en kyrkobyggnad i Hallunda i Botkyrka kommun, vid Hallunda trafikplats längs E4, bara ett hundratal meter från den romanska Botkyrka kyrka från 1100-talet. Den tillhör Sankt Petrus & Paulus församling inom den syrisk-ortodoxa kyrkan, och är en av sex syrisk-ortodoxa kyrkor i Sverige. Kyrkan bekostades av medlemmar både inom och utom Sverige, och invigdes högtidligt år 2004. Arkitekt var Agne Ideborg, som ritade kyrkan efter församlingens önskemål.

## Kyrkobyggnaden
Sankt Petrus och Sankt Paulus kyrkas fasader är uppförda i rött och gult tegel i olika nyanser. Utformningen har inspirerats av de äldsta kristna kyrkorna, exempelvis i Tur Abdin i sydöstra Turkiet. Långhuset löper i öst-västlig riktning och kröns av en lökkupol i guldfärgad plåt och två kvadratiska klocktorn som avslutas med kupoler. Det enskeppiga kyrkorummet har ett traditionellt utformad kor med tre altare. I anslutning till kyrkorummet finns en festsal, samlingslokaler, bibliotek, kontor och lokaler för hemspråksundervisning.

## Inventarier
På kyrkans väggar hänger helgonbilder målade av svenska syrisk-ortodoxa konstnärer. Stora delar av inredningen är inköpt från utlandet: de stora mässingsljuskronorna i taket är från Grekland, bänkinredningen från Turkiet och draperierna i sammet som pryder kyrkorummet är handsydda i Indien. Sångbordet och dopfunten längst fram i kyrkorummet kommer från Syrien, och marmoraltarna är gjorda av den bulgariske konstnären Christo.

## Seyfo-monument

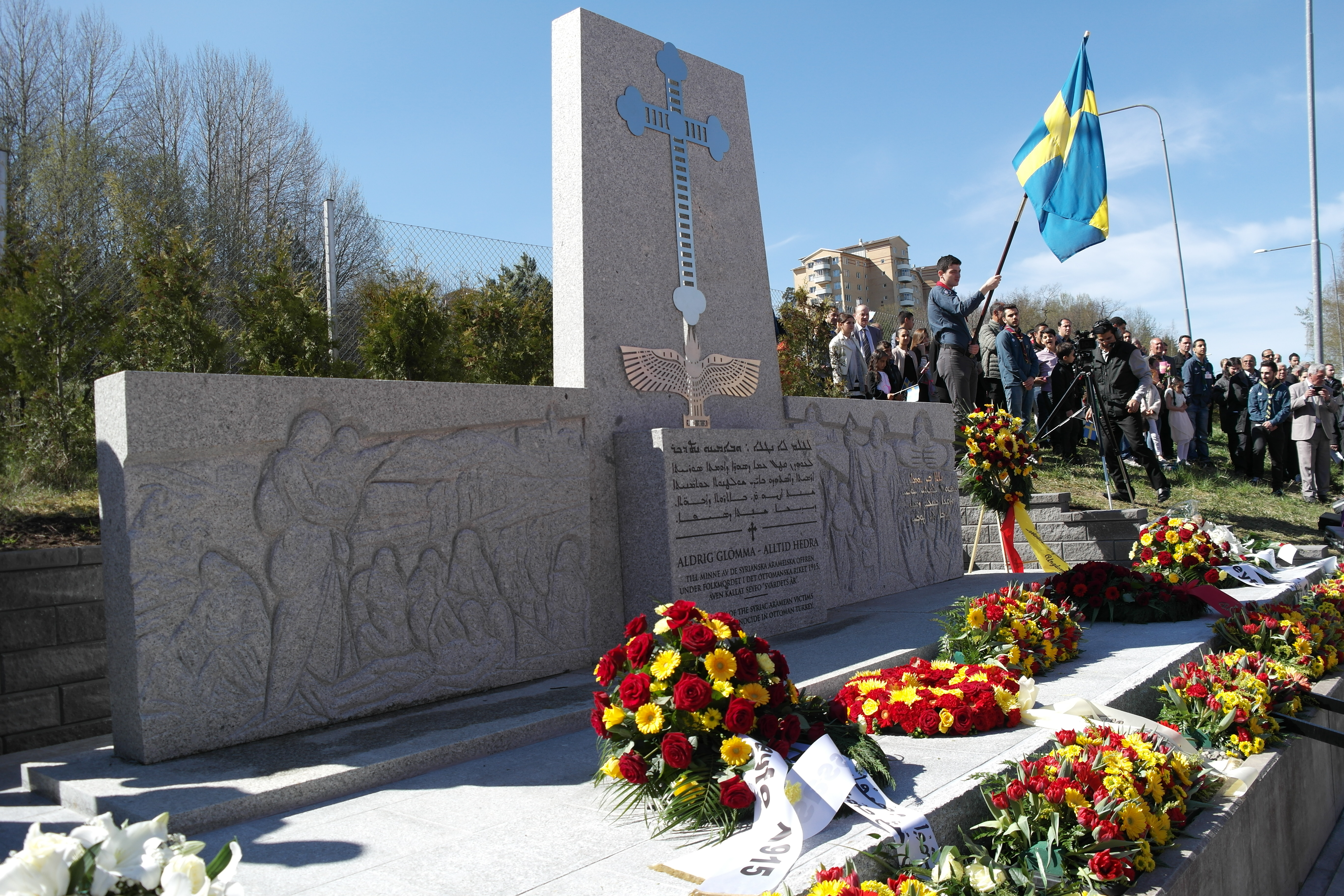
Det första folkmordsmonumentet i Sverige över de syrianska offren under folkmordet 1915 i det Ottomanska riket.

Sankt Petrus och Sankt Paulus-kyrkan invigde den 26 april 2015 Sveriges första minnesmonument över det Syrianska folkmordet 1915 under en högtidlig ceremoni. Bland talarna fanns Sveriges energiminister Ibrahim Baylan (S), Serbiens ambassadör i Sverige Dr Dušan Crnogorčević, Syriens ambassadör, representanter från den armeniska och libanesiska ambassaden i Stockholm, samt flera riksdagsledamöter och europaparlamentariker däribland Lars Adaktusson (KD) och Robert Halef (KD). Liberala ungdomsförbundet representerades av sin ordförande Linda Nordlund. 
Den katolska kyrkan representerades av biskop Anders Arborelius och flera representanter från Svenska kyrkan fanns på plats. Botkyrka kommun representerades av bland andra Katarina Berggren (S)  ordförande i Botkyrkas kommunstyrelse. Evenemanget sändes live i över 80 länder via tv-kanalen Suryoyo Sat.

### Polisanmälan och stämning
Islamiska kulturföreningen i Bredäng gjorde i maj 2015 en polisanmälan och krävde ett skadestånd från kyrkan på en miljon kronor för att den hade hängt upp banderoller som de känt sig kränkta av. På banderollerna stod texten ”genom att fördöma det tidigare, kunde vi kanske ha förhindrat det senare”. Detta hänvisar till hur man möjligtvis kunde ha förhindrat förintelsen under andra världskriget om man fördömt Seyfo, som ägde rum tidigare under samma århundrade.
Islamiska kulturföreningen i Bredäng är anslutna till Svenska Diyanet-Stiftelsen som är en stiftelse med säte i Huddinge, och som utbildar imamer och driver moskéer och bönelokaler i Skandinavien. Diyanet får ett direkt stöd att göra detta av den turkiska staten.

## Bilder

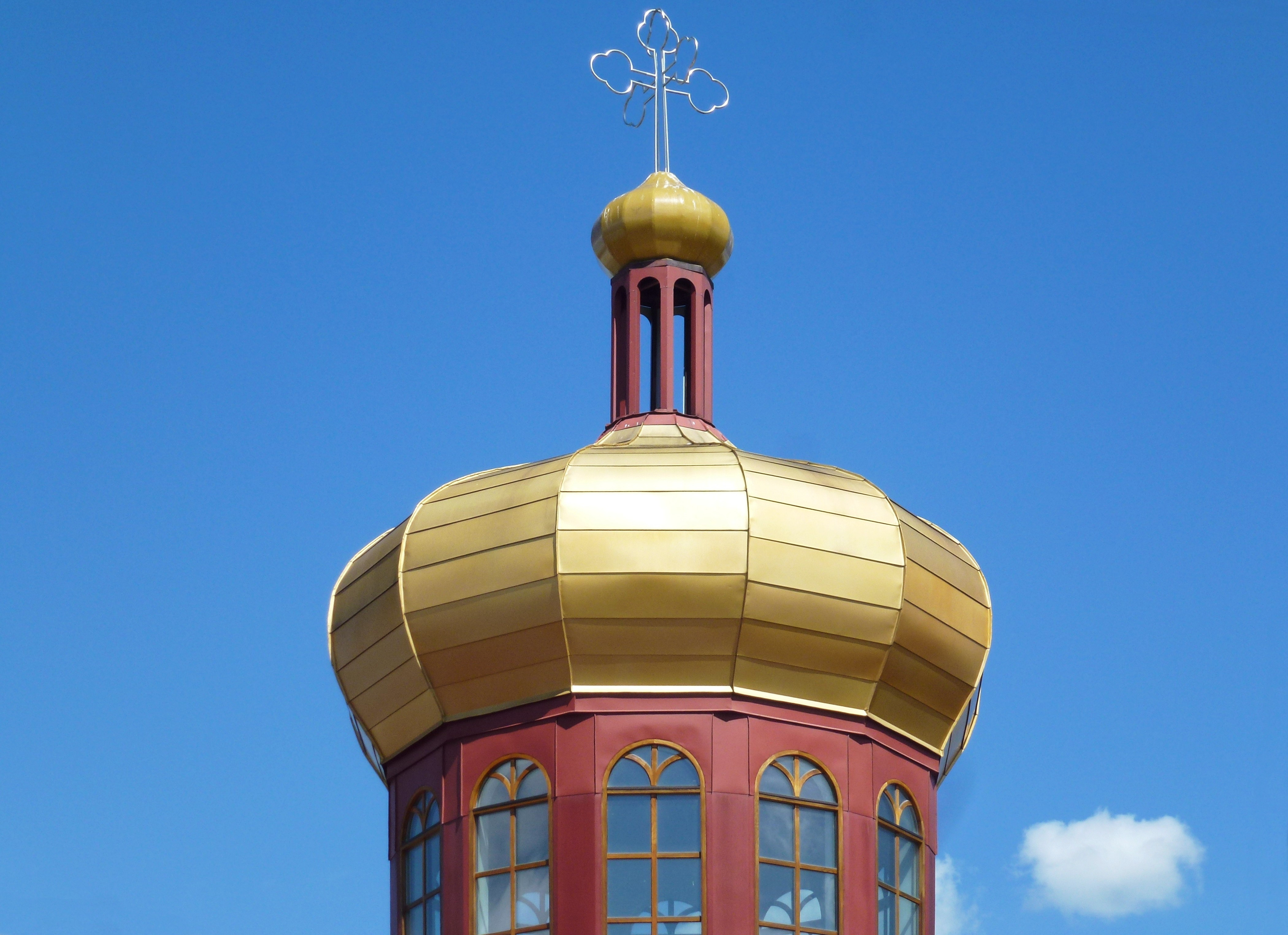
Stora lökkupolen.
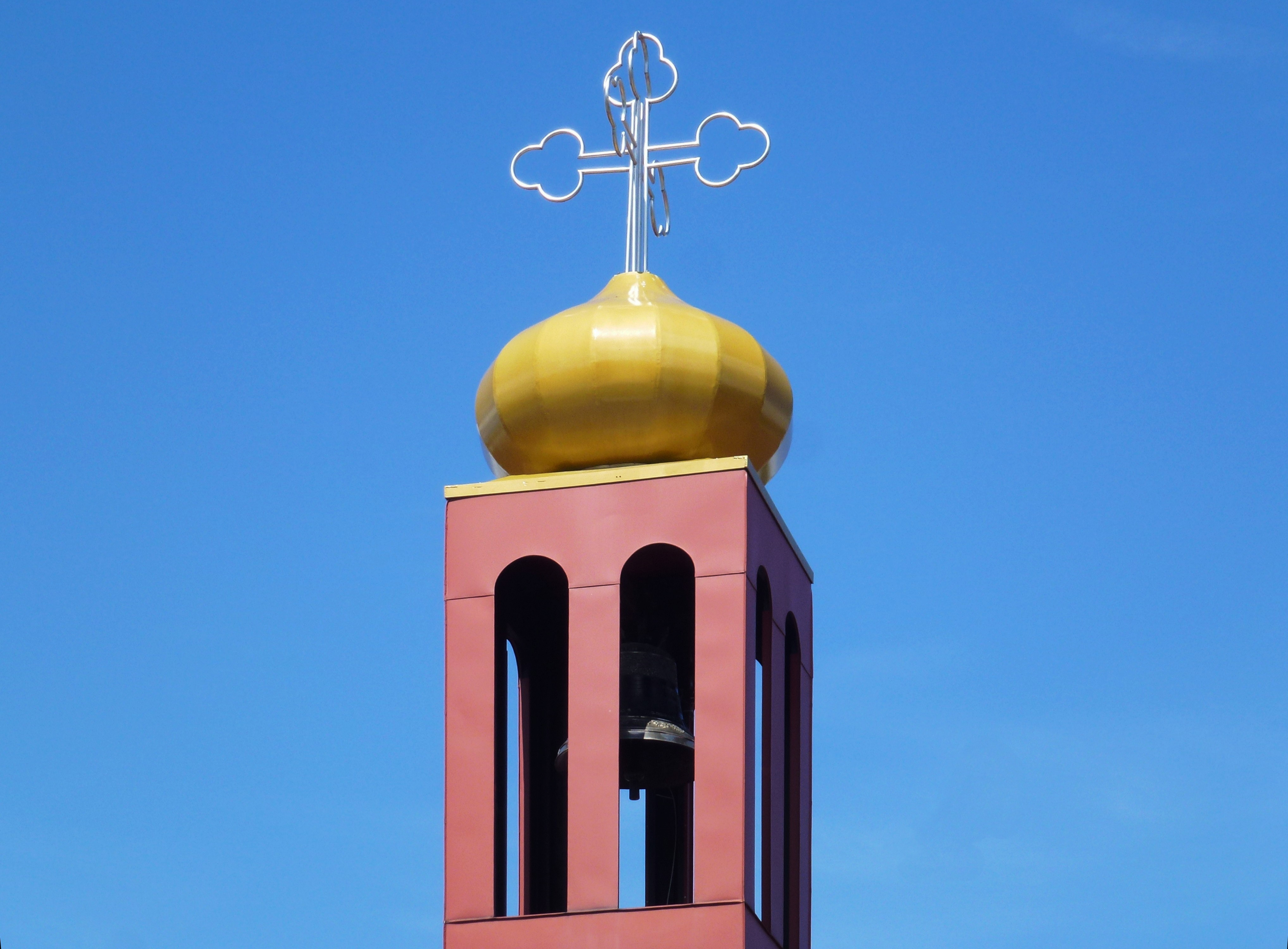
Ett av klocktornen.
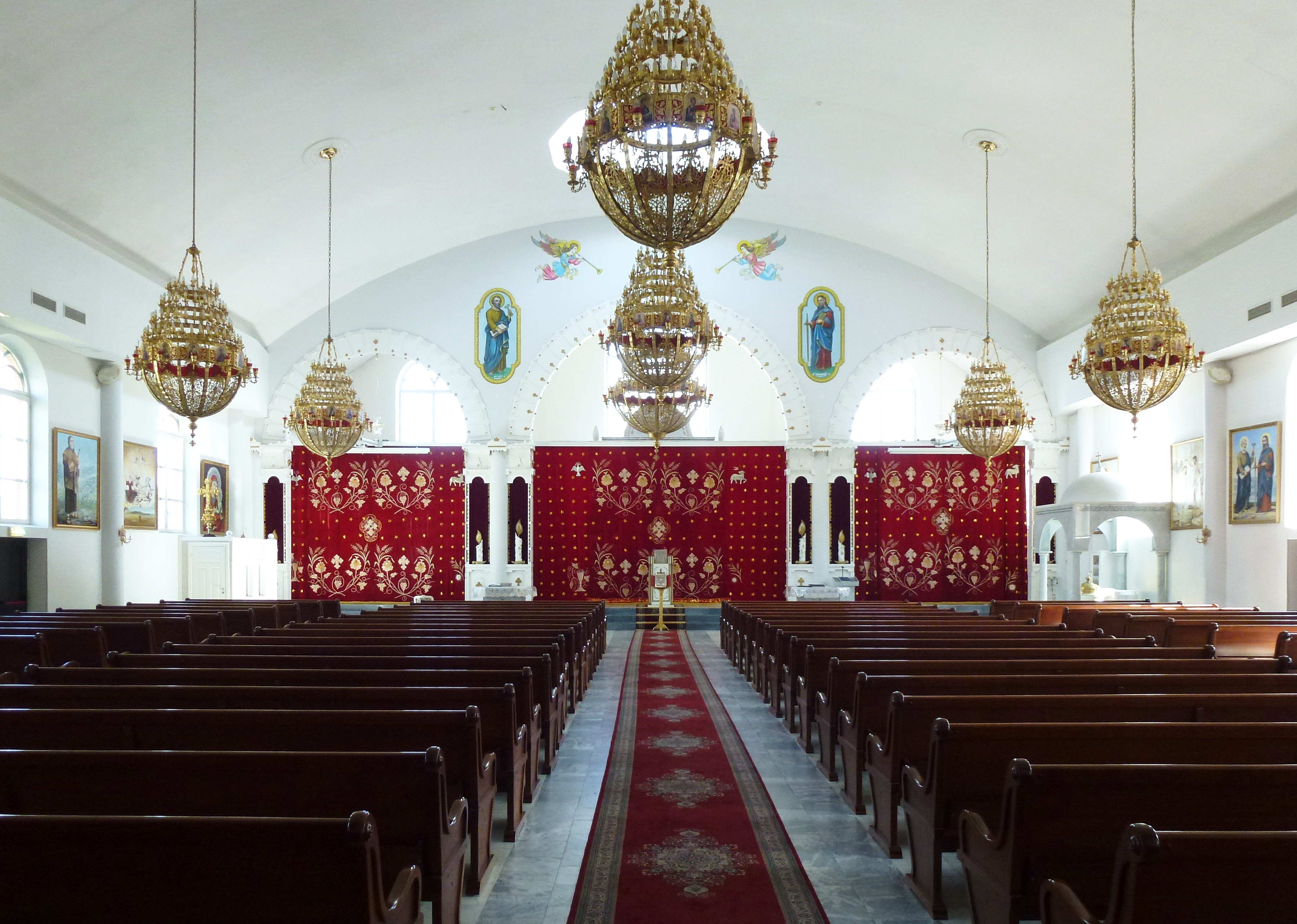
Altargången.
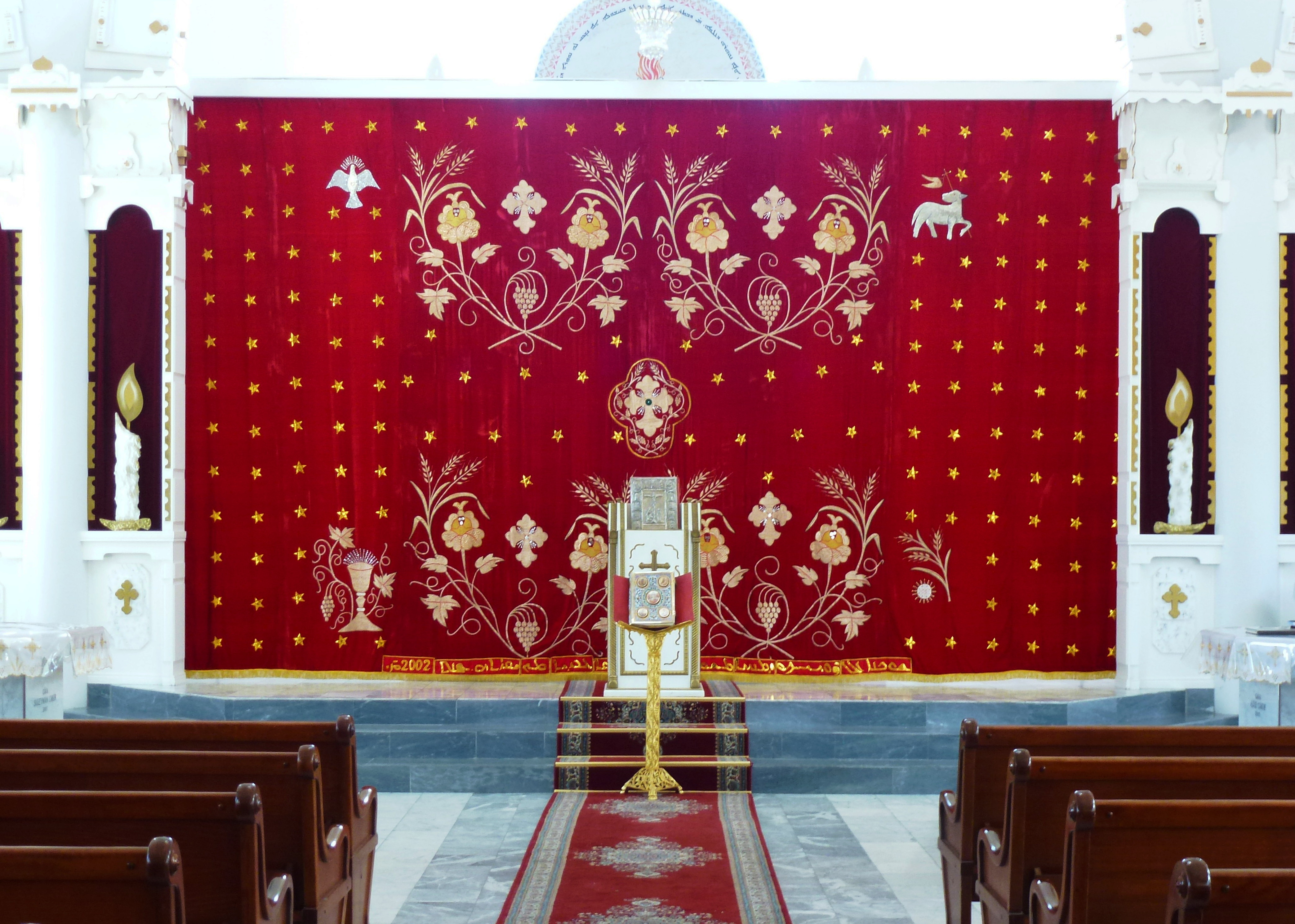
Huvudaltaret.